# Station Northwich
Northwich is een spoorwegstation van National Rail in Northwich, Cheshire West and Chester in Engeland. Het station is eigendom van Network Rail en wordt beheerd door Northern Rail. 
